# Telenomus heliothidis
Telenomus heliothidis är en stekelart som beskrevs av William Harris Ashmead 1893. Telenomus heliothidis ingår i släktet Telenomus och familjen Scelionidae. Inga underarter finns listade i Catalogue of Life.